# Championnats du monde de natation 1973
Navigation
Mondiaux 1975
Les 1ers championnats du monde de natation eurent lieu du 31 août au 9 septembre 1973 à Belgrade (Yougoslavie).

## Résultats

### Courses en bassin

#### Podiums hommes
| Épreuves           | Or                                                                 | Or               | Argent                                                                           | Argent         | Bronze                                                                      | Bronze         |
| ------------------ | ------------------------------------------------------------------ | ---------------- | -------------------------------------------------------------------------------- | -------------- | --------------------------------------------------------------------------- | -------------- |
| Nage libre         |                                                                    |                  |                                                                                  |                |                                                                             |                |
| 100 m              | Jim Montgomery                                                     | 51 s 70          | Michel Rousseau                                                                  | 52 s 08        | Michael Wenden                                                              | 52 s 52        |
| 200 m              | Jim Montgomery                                                     | 1 min 53 s 02    | Kurt Krumpholz                                                                   | 1 min 53 s 61  | Roger Pyttel                                                                | 1 min 53 s 97  |
| 400 m              | Rick DeMont                                                        | RM 3 min 58 s 18 | Brad Cooper                                                                      | 3 min 58 s 70  | Bengt Gingsjö                                                               | 4 min 01 s 27  |
| 1500 m             | Stephen Holland                                                    | 15 min 31 s 85   | Rick DeMont                                                                      | 15 min 35 s 44 | Brad Cooper                                                                 | 15 min 45 s 04 |
| Dos                |                                                                    |                  |                                                                                  |                |                                                                             |                |
| 100 m              | Roland Matthes                                                     | 57 s 47          | Mike Stamm                                                                       | 58 s 77        | Lutz Wanja                                                                  | 59 s 08        |
| 200 m              | Roland Matthes                                                     | RM 2 min 01 s 87 | Zoltán Verrasztó                                                                 | 2 min 05 s 89  | John Naber                                                                  | 2 min 08 s 91  |
| Brasse             |                                                                    |                  |                                                                                  |                |                                                                             |                |
| 100 m              | John Hencken                                                       | 1 min 04 s 02    | Mikhail Kryukin                                                                  | 1 min 04 s 61  | Nobutaka Taguchi                                                            | 1 min 05 s 61  |
| 200 m              | David Wilkie                                                       | RM 2 min 19 s 28 | John Hencken                                                                     | 2 min 19 s 95  | Nobutaka Taguchi                                                            | 2 min 23 s 11  |
| Papillon           |                                                                    |                  |                                                                                  |                |                                                                             |                |
| 100 m              | Bruce Robertson                                                    | 55 s 69          | Joe Bottom                                                                       | 56 s 37        | Robin Backhaus                                                              | 56 s 42        |
| 200 m              | Robin Backhaus                                                     | 2 min 03 s 32    | Steven Gregg                                                                     | 2 min 03 s 58  | Hartmut Flöckner                                                            | 2 min 03 s 84  |
| Quatre nages       |                                                                    |                  |                                                                                  |                |                                                                             |                |
| 200 m              | Gunnar Larsson                                                     | 2 min 08 s 36    | Stan Carper                                                                      | 2 min 08 s 43  | David Wilkie                                                                | 2 min 08 s 84  |
| 400 m              | András Hargitay                                                    | 4 min 31 s 11    | Rod Strachan                                                                     | 4 min 33 s 60  | Rick Colella                                                                | 4 min 34 s 68  |
| Relais             |                                                                    |                  |                                                                                  |                |                                                                             |                |
| 4x100 m nage libre | États-Unis Mel Nash Joe Bottom Jim Montgomery John Murphy          | 3 min 27 s 18    | Union soviétique Igor Grivennikov Viktor Aboymov Vladimir Krivtsov Vladimir Bure | 3 min 31 s 36  | Allemagne de l'Est Roland Matthes Roger Pyttel Peter Bruch Hartmut Flöckner | 3 min 33 s 33  |
| 4x200 m nage libre | États-Unis Kurt Krumpholz Robin Backhaus Rick Klatt Jim Montgomery | RM 7 min 33 s 22 | Australie John Kulasalu Stephen Badger Brad Cooper Michael Wenden                | 7 min 43 s 65  | Allemagne de l'Ouest Klaus Steinbach Werner Lampe Peter Nocke Folkert Meeuw | 7 min 43 s 68  |
| 4x100 m 4 nages    | États-Unis Mike Stamm John Hencken Joe Bottom Jim Montgomery       | 3 min 49 s 49    | Allemagne de l'Est Roger Pyttel Roland Matthes Jürgen Glas Hartmut Flöckner      | 3 min 53 s 24  | Canada Ian MacKenzie Peter Hrdlitschka Bruce Robertson Brian Phillips       | 3 min 56 s 37  |

#### Podiums femmes
| Épreuves           | Or                                                                             | Or               | Argent                                                                   | Argent        | Bronze                                                                               | Bronze        |
| ------------------ | ------------------------------------------------------------------------------ | ---------------- | ------------------------------------------------------------------------ | ------------- | ------------------------------------------------------------------------------------ | ------------- |
| Nage libre         |                                                                                |                  |                                                                          |               |                                                                                      |               |
| 100 m              | Kornelia Ender                                                                 | RM 57 s 54       | Shirley Babashoff                                                        | 58 s 87       | Enith Brigitha                                                                       | 58 s 87       |
| 200 m              | Keena Rothhammer                                                               | 2 min 04 s 99    | Shirley Babashoff                                                        | 2 min 05 s 33 | Andrea Eife                                                                          | 2 min 05 s 52 |
| 400 m              | Heather Greenwood                                                              | 4 min 20 s 28    | Keena Rothhammer                                                         | 4 min 21 s 50 | Novella Calligaris                                                                   | 4 min 21 s 79 |
| 800 m              | Novella Calligaris                                                             | RM 8 min 52 s 97 | Jo Harshbarger                                                           | 8 min 55 s 56 | Gudrun Wegner                                                                        | 9 min 01 s 82 |
| Dos                |                                                                                |                  |                                                                          |               |                                                                                      |               |
| 100 m              | Ulrike Richter                                                                 | 1 min 05 s 42    | Melissa Belote                                                           | 1 min 06 s 11 | Wendy Cook                                                                           | 1 min 06 s 27 |
| 200 m              | Melissa Belote                                                                 | 2 min 20 s 52    | Enith Brigitha                                                           | 2 min 22 s 15 | Andrea Gyarmati                                                                      | 2 min 22 s 48 |
| Brasse             |                                                                                |                  |                                                                          |               |                                                                                      |               |
| 100 m              | Renate Vogel                                                                   | 1 min 13 s 74    | Lyubov Rusanova                                                          | 1 min 15 s 42 | Brigitte Schuchardt                                                                  | 1 min 15 s 82 |
| 200 m              | Renate Vogel                                                                   | 2 min 40 s 01    | Hannelore Anke                                                           | 2 min 40 s 49 | Lynn Colella                                                                         | 2 min 41 s 71 |
| Papillon           |                                                                                |                  |                                                                          |               |                                                                                      |               |
| 100 m              | Kornelia Ender                                                                 | 1 min 02 s 53    | Rosemarie Kother                                                         | 1 min 02 s 68 | Mayumi Aoki                                                                          | 1 min 03 s 73 |
| 200 m              | Rosemarie Kother                                                               | RM 2 min 13 s 76 | Roswitha Beier                                                           | 2 min 16 s 77 | Lynn Colella                                                                         | 2 min 19 s 53 |
| Quatre nages       |                                                                                |                  |                                                                          |               |                                                                                      |               |
| 200 m              | Andrea Hübner                                                                  | RM 2 min 20 s 51 | Kornelia Ender                                                           | 2 min 21 s 21 | Kathy Heddy                                                                          | 2 min 23 s 84 |
| 400 m              | Gudrun Wegner                                                                  | RM 4 min 57 s 51 | Angela Franke                                                            | 5 min 00 s 37 | Novella Calligaris                                                                   | 5 min 02 s 02 |
| Relais             |                                                                                |                  |                                                                          |               |                                                                                      |               |
| 4x100 m nage libre | Allemagne de l'Est Kornelia Ender Andrea Eife Andrea Hübner Sylvia Eichner     | RM 3 min 52 s 45 | États-Unis Kim Peyton Kathy Heddy Heather Greenwood Shirley Babashoff    | 3 min 55 s 52 | Allemagne de l'Ouest Jutta Weber Heidemarie Reineck Gudrun Beckmann Angela Steinbach | 3 min 58 s 88 |
| 4x100 m 4 nages    | Allemagne de l'Est Ulrike Richter Renate Vogel Rosemarie Kother Kornelia Ender | RM 4 min 16 s 84 | États-Unis Melissa Belote Marcia Morey Deena Deardurff Shirley Babashoff | 4 min 25 s 80 | Allemagne de l'Ouest Angelika Grieser Petra Nows Gudrun Beckmann Jutta Weber         | 4 min 26 s 57 |

### Natation Synchronisée
| Épreuves | Or                                      | Or     | Argent                          | Argent | Bronze                                | Bronze |
| -------- | --------------------------------------- | ------ | ------------------------------- | ------ | ------------------------------------- | ------ |
| Solo     | Teresa Andersen                         | 120,46 | JoJo Carrier                    | 112,53 | Junko Hasumi                          | 104,18 |
| Duo      | États-Unis Teresa Andersen Gail Johnson | 118,39 | Canada JoJo Carrier Mado Ramsay | 112,91 | Japon Masako Fujiwara Yasuko Fujiwara | 109,72 |
| Équipe   | États-Unis                              | 117,61 | Canada                          | 112,91 | Japon                                 | 107,31 |

### Plongeon
| Épreuves               | Or             | Argent          | Bronze         |
| ---------------------- | -------------- | --------------- | -------------- |
| Hommes                 |                |                 |                |
| Tremplin à 3 mètres    | Phil Boggs     | Klaus Dibiasi   | Keith Russell  |
| Plateforme à 10 mètres | Klaus Dibiasi  | Keith Russell   | Falk Hoffmann  |
| Femmes                 |                |                 |                |
| Tremplin à 3 mètres    | Christa Köhler | Ulrika Knape    | Marina Janicke |
| Plateforme à 10 mètres | Ulrika Knape   | Milena Duchková | Irina Kalinina |

### Water-polo
| Épreuves | Or      | Argent           | Bronze      |
| -------- | ------- | ---------------- | ----------- |
| Hommes   | Hongrie | Union soviétique | Yougoslavie |

## Tableau des médailles
| Rang | Pays                 | Médaille d'or | Médaille d'argent | Médaille de bronze | Total |
| 1    | États-Unis           | 15            | 16                | 7                  | 38    |
| 2    | Allemagne de l'Est   | 13            | 6                 | 9                  | 28    |
| 3    | Italie               | 2             | 1                 | 2                  | 5     |
| 4    | Hongrie              | 2             | 1                 | 1                  | 1     |
| 4    | Suède                | 2             | 1                 | 1                  | 4     |
| 6    | Canada               | 1             | 3                 | 2                  | 6     |
| 7    | Australie            | 1             | 2                 | 2                  | 5     |
| 8    | Royaume-Uni          | 1             | 0                 | 1                  | 2     |
| 9    | Union soviétique     | 0             | 4                 | 1                  | 5     |
| 10   | Pays-Bas             | 0             | 1                 | 1                  | 2     |
| 11   | France               | 0             | 1                 | 0                  | 1     |
| 11   | Tchécoslovaquie      | 0             | 1                 | 0                  | 1     |
| 13   | Japon                | 0             | 0                 | 6                  | 6     |
| 14   | Allemagne de l'Ouest | 0             | 0                 | 3                  | 3     |
| 15   | Yougoslavie          | 0             | 0                 | 1                  | 1     |
|      |                      | 37            | 37                | 37                 | 111   |